# Kovács Attila (képzőművész)
Kovács Attila (Budapest, 1938. december 15. – Budapest, 2017. április 6.) Munkácsy Mihály-díjas magyar festő. 1964-től Nyugat-Németországban, majd 1984-től Magyarországon és Németországban élő elismert művész.

## Életútja
Felsőfokú tanulmányokat először a budapesti Magyar Iparművészeti Főiskolán (1958–64) folytatott gobelin-, majd díszítőfestő szakon. 1964 nyarán emigrált. 1965-től a stuttgarti Állami Képzőművészeti Akadémia festő szakának hallgatója volt. Ahol 1970-ben festőművészként diplomázott. 1972–ben Kölnbe költözött. 1984–től Budapesten és Köln-ben dolgozott. 1997–2001 között a Magyar Képzőművészeti Egyetem festőosztályán tanított docensi beosztásban, majd 2001-től egyetemi tanári kinevezést kapott. 2001-ben a pécsi Janus Pannonius Tudományegyetem Művészeti Karán megkapja a Doctor of Liberal Arts címet. 2009 nyarán befejezi a tanítást. 2010-ben felszámolta kölni műtermét és véglegesen Budapestre költözött. 

## Munkássága
Képzőművészeti pályája 1958 februárjától datálható, ekkortól készíti első absztrakt festményeit, tárgynélküli pasztell képeit. Még ebben az évben egy saját vizuális nyelvelmélet additív alapjainak kidolgozásába kezdett: egy + egy + … (Igen-Nem, 1958, papír, tempera). 1963 őszén az Élet és Tudomány hasábjain meghatározó szellemi találkozása volt Bolyai János matematikus, nem-euklideszi geometriáról született elméleti kutatásainak kivonatával, amely később Kovács életművének egyik alappillére lesz. Nyugat-Németország-ba emigrált, ahol az átmeneti lágerben 1964 július 3. és augusztus 26. között a Nürnberg melletti zirndorfi Ausländerlagerben elkészíti első szekvenciális rajzait. A 14 darab rajz a Staatliches Museum für Kunst und Design in Nürnberg kutatása szerint a világon az első képzőművészeti szándékú szekvenciális mű, amely sorozat jelenleg a múzeum gyűjteményéhez tartozik. 
Életművének második, korai nyugat-németországi időszakában, 1964 és 1970 között létrehozott egy egyedi vizuális művészeti nyelvet, amit vonatkoztatási rendszer-nek, ill. transzmutációs plasztikusság-nak nevezett el. 1967–től szekvenciáit matematikai paraméterekkel programozta, azaz egy-egy rajzi szakasza (azonos vizuális értékű rész) mellé számértékeket rendelt, amely mentén az alapformát matematikai sorozatokra emlékeztetően lépésről-lépésre változtatta. Ekkor megismerkedik Max Bense német filozófussal, aki saját esztétikai és filozófiai gondolatainak vizuális megfogalmazását látta a fiatal művész munkáiban, így életének végéig 1990-ig támogatta és jó kapcsolatot ápolt Kovács Attilával. Ez időben, Kovács fokozatosan bevezette művészetébe a tér, az idő, a sebesség és a visszafordíthatatlanság (irreverzibilitás) fogalmait – ami a romantika előtt a vizuális nyelv természetes alkotórésze volt –, hogy a struktúrák két összetevőjét (nyelvezet + artikuláció) pontos paraméterek segítségével (információ) egymástól függetlenül definiálhassa. Azaz matematikai koordináták mentén épített fel egy „x-y-z-t téridő-tengelyen” megvalósított, saját, nem-euklideszi geometriát követő, szekvenciális geometrikus absztrakciót. Az így elkészült, végtelenig folytatható sorozatokat 1973 és 1976 között a „Vizuális struktúrák szintetizálhatóságának és relativálhatóságának funkciótáblázatá”-ban rögzítette. Megszületett a szintetikus programozás koncepciója. Algoritmusok mentén rajzolta meg négyzet és kör strukturális analízisét és szintézisét. Transzformációinak egy-egy kiválasztott részét fatáblára kasírozott vászonra, vagy papírra kivitelezte, azaz elkészültek a progresszív-regresszív négyzetek és a koordination p3 művek. 1977-ben meghívást kap a kasseli documenta 6 kiállítására, melyen a Fridericanum termében a p3-ra épülő p13 sorozatában készült szekvenciáit mutatja be. A documenta katalógusában megjelenik „Az átalakítás elve – a transzformációk elmélete„ című tanulmánya. A tanulmány egyik részletén keresztül megérthetjük Kovács struktúra és forma viszonyáról alkotott alaptételét, azaz a struktúra teljesen más valami, mint a forma: s ≠ f. A struktúra relativizálható, a struktúra maga a nyelv. Nevezzük a struktúrát egyszerűen csak hálónak, amelyet a művész – intuíciója alapján – egy négyzetre, téglalapra építi. A hálóban megjelenő forma nem más, mint transzformációjának egy-egy szekvenciája. Közben: 1975-től a meta-quadrat formázott (shaped canvas) tábláit készíti el, ahol a kiindulási, és a végpont is maga a struktúra, a ’háló’, annak változásának művészi végpontja adja meg a formázott vászon határait. Az 1967 és í973 között létrehozott több száz oldalas programfüzete tartalmazza transzformációinak számtanra, lineáris algebrára, paraméterekre épülő algoritmikus sorozatait. Ezen matematikai sorozatok alapján elméletileg rekonstruálható, vagy folytatható nyitott struktúrája, és az abban elhelyezkedő forma vizuális leképzése, azaz a programfüzetében definiált struktúra és formaszintézis komputer segítségével előállítható, és papírra kinyomtatható. Programfüzetének elkészítésével párhuzamosan 1972-ben megfogalmazta egy nem-euklideszi színelmélet kiindulási alapját. Programfüzetére alapozva 1979-ben három szekvenciát írt a német posta teletext rendszerében. 1982-ben, szintén három szekvenciát programozott a Magyar Televízió teletext rendszerében (Képújság). 1984-től elkészítette első metavonalait, amelyeket változó struktúrában helyez el, és így az 1, 2, 3, 4, 5 vonal a változó struktúra pozíciójától függ.
1984-ben elnyerte a bonni Kunstfonds művészeti díját a „Végnélküli imaginárius oszlopok” Meta-pontok: „Itt van ott ←→ ott van itt” című munkájával. Azaz a nyolcvanas évek két meghatározó programja a meta-vonal pozíciófüggőségben, és a Meta-pontok: „Itt van ott ←→ ott van itt”, Egy homogén euklideszi koordináta-rendszerben a pont helyét két koordináta számadatával adjuk meg, míg egy nem-euklideszi diszkontinuális rendszerben ehhez három számadat szükséges. 1984-től német állampolgárként rendszeresen látogatott Magyarországra, és kölni műterme mellett Budapesten is alkotott. 1995-ben műveiből retrospektív kiállítást rendeztek a Műcsarnokban. 2005-ben a Magyar Képzőművészeti Egyetem megjelentette válogatott írásait: "Az átalakuló plasztikuság", "Művészet és matematika", "Alapelvek és következtetések" címmel.
Művei általában kétdimenziós síkban valósultak meg. Vagy síkban indulnak, majd a matematikailag rögzített szekvenciális mozgás ritmusát követve épülnek fel, kilépnek a térbe és egyfajta geometrikus frízt alkotnak a falon. Fatábláinak és papíralapú műveinek feltűnő együtthatója a semmi máshoz nem hasonlítható kimagasló manualitás. A művész minden táblaképe 40 rétegben alapozott hordozóra készült egyedi kivitelezésű festmény. Kovács Attila művei az emberi összpontosítás kivételes példái. A festéket, mint élő anyagot használta, amit tudásának teljes birtokában, irányítottan a kép anyagának egyik összetevőjévé alakított, azaz létrehozott egy „képi igazságot, képi minőséget”.
Kovács Attila műveit a nemzetközi múzeumi gyűjtemények, a minimal art, concept art, monochrome, és a non-relational art művészek kontextusában mutatják be.
Életművét a megszámolhatóság jellemzi. Az egyszerre egy és összetett saját világát több együttlévő, de külön-külön is értelmezhető alkotóelemből építette fel: „Akármiről gondolkodunk vagy akármit szemlélünk, két különböző útja lehet annak, ahogyan kapcsolatba kerülünk bármivel vagy bárkivel: FOLYAMATOSAN vagy SZAKASZOSAN. Ezért minden létezőt, ami az összes többitől elkülönül, jó, ha mint egyet is és mint összetettet is vizsgálunk. A szakaszosság azonban közvetlen rokona valami olyasminek, amit a művészek nemcsak, hogy nem szeretnek, hanem egyenesen megvetnek: ez pedig a MENNYISÉG és annak nyelvi megnevezése a SZÁM.” (Kovács Attila)
„Amit látunk, az nem látható elemekből van összetéve, amit gondolunk, az nem gondolatokból van összetéve, hanem nyelvtani szintézis eredménye. Minden nyelvi viszonyulás érzéki a „szállítóeszközök” tekintetében, szabályai ellenben nem érzékiek, hanem strukturálisak. A képi formát meghatározó paraméterek, azaz a kép információs struktúrája nem látható, hanem valamely információs struktúrából eredő forma válik láthatóvá. Az információ formációvá, formává szervezi az anyagot.”
(részlet, Kovács Attila: Az átalakítás elve – a transzformációk elmélete., 1977)

## Kiállítások (válogatás)

### Egyéni
1969      Galerie Hansjörg Mayer, Stuttgart, Nyugat-Németország
1970      Galerie Studium Generale, Universität Stuttgart, Stuttgart, Nyugat-Németország
1970      Atelier Glasmeier, Gelsenkirchen-Buer, Nyugat-Németország
1971      Galerie Mutzenbach, Dortmund, Nyugat-Németország
1971      Kunstverein, Unna, Nyugat-Németország
1972      Galerie Szepan, Gelsenkirchen, Nyugat-Németország
1972      Galerie Teufel, Köln, Nyugat-Németország
1973      Cologneischer Kunstverein, Köln, Nyugat-Németország
1973      Galerie Swart, Amszterdam, Hollandia
1974      Wilhelm-Hack-Museum, Ludwigshafen, Nyugat-Németország
1974      Galerie Jesse, Bielefeld, Nyugat-Németország
1975      Galerie Teufel, Köln, Nyugat-Németország
1976      Albers-Kovács, Museum Ludwig, Köln, Nyugat-Németország
1976      Kovács-Albers, Galerie Teufel, Köln, Nyugat-Németország
1977      Galerie Swart, Amszterdam, Hollandia
1977      Galerie Hermanns, München, Nyugat-Németország
1978      Galerie Hilger + Schmeer, Duisburg, Nyugat-Németország
1979      Galerie Brigitte March, Stuttgart, Nyugat-Németország
1979      Galerie Karin Fesel, Düsseldorf, Nyugat-Németország
1979      Junior Galerie, Düsseldorf, Nyugat-Németország
1980      Galerie Seestrasse, Rapperswil, Zürich, Svájc
1981      Galerie Hermanns, München, Nyugat-Németország
1981      Grafiksammlung Dieter Lohl, Unna, Nyugat-Németország
1982      Artothek, Köln, Nyugat-Németország
1982      Galerie Brigitte March, Stuttgart, Nyugat-Németország
1982      Galerie Czyszczenie Dywanow, Lódz, Lengyelország
1983      Kunstmuseum Hannover, Sammlung Sprengel, Hannover, Nyugat-Németország
1983      Edition & Galerie Hoffmann, Friedberg, Nyugat-Németország
1983      Galerie red and blues, Maastricht, Nyugat-Németország
1986      Galerie Wack, Kaiserslautern, Nyugat-Németország
1987      Wilhelm-Hack-Museum, Ludwigshafen, Nyugat-Németország
1987      Fészek Galéria Mengyán andrással, Budapest
1988      Galerie Hermanns, München, Nyugat-Németország
1988      Galerie Brigitte March, Stuttgart, Nyugat-Németország
1988      Rathaus, Waldshut-Tiengen, Nyugat-Németország
1989      Galerie Wack, Kaiserslautern, Nyugat-Németország
1990      Galerie Karin Fesel, Düsseldorf, Németország
1991      Kassák Múzeum, Budapest
1992      Petőfi Irodalmi Múzeum, Budapest
1993      Galerie Karin Fesel, Düsseldorf, Németország
1993      Szombathelyi Képtár, Szombathely
1993      Fészek Galéria, Budapest
1993      Galerie Ermitage, Berlin, Németország
1994      Collegium Budapest, Insitute for Advanced Study, Budapest Kiscelli Múzeum, Budapest
1995      Galerie Ucher, Köln, Németország
1995      Műcsarnok, Budapest
1995      Galeria u Jezuitów, Poznen, Lengyelország
1998      Szinyei Merse Pál Társaság, Pest Center Galéria, Budapest
2001      Pécsi Tudományegyetem, Pécs
2002      Erzbischöfliches Diözesanmuseum, Kolumba Museum, Köln, Németország
2004      Kunst aus NRW, Düsseldorf, Németország
2005      Galerie Brigitte March, Stuttgart, Németország
2007      Babes-Bolyai Tudományegyetem, Cluj-Napoca (Kolozsvár), Románia
2007      Symmetry: Art and Science, ISIS-Symmetry, Universidad de Buenos Aires, Argentina
2007      Quadrate und Metaquadrate, Galerie B. March, Stuttgart, Németország
2008      Symmetry: Art and Science, ISIS-Symmetry, Haus für Architektur, Lviv, Ukrajna
2009      Bolyai-Kovács, MTA Library, Budapest
2010      B55 Galéria, Budapest
2011      Petőfi Irodalmi Múzeum, Budapest
2013      Neues Museum - Museum für Kunst und Design, Nürnberg, Németország
2013      Kristályok és Adat-formátumok, MTA Könyvtár, Budapest
2014      Idő-geometriák, VILTIN Galéria, Budapest
2015      Péri és Stella után, VILTIN Galéria, Budapest
2016      MAYOR Gallery, London, Egyesült Királyság
2017      Art Brussels, Rediscovery a VILTIN Galériával

### Csoportos kiállítások (válogatás)
1969      Operationen, Museum Fridericianum, Kassel, Nyugat-Németország
1972      Begegnung-Sammlung Reiser, Museum Ulm, Nyugat-Németország
1972      art 3 Kunstmesse Basel, a Galerie Teufel-lel, Svájc
1973      Programm - Zufall – System, Slg. Etzold, Städt.Museum, Mönchengladbach
1973      Konstruktivismus 1913 – 1973, Rheinisches Landesmuseum, Bonn, Nyugat-Németország
1973      Visuelle Ordnungen, Neue Nationalgalerie, Berlin, Nyugat-Németország
1973      Zeichnungen, Galerie Swart, Amsterdam, Hollandia
1973      art 4 Kunstmesse Basel a Galerie Teufel-lel, Basel, Svájc
1974      Kunst unserer Zeit-Neuerwerbungen, Rheinisches Landesmuseum, Bonn, Nyugat-Németország
1974      Deutscher Künstlerbund Berlin, Gutenberg Museum, Mainz, Nyugat-Németország
1975      Serie-System-Methode, Bonner Kunstverein, Bonn, Nyugat-Németország
1976      1976 Die Reine Form – Von Malewitsch bis Albers, McCrory Corp. Collection, New York and Kunstmuseum, Düsseldorf, Nyugat-Németország
1977      art 8 Kunstmesse Basel a Galerie Teufel-lel, Svájc
1977      documenta 6, Museum Fridericianum, Kassel, Nyugat-Németország
1978      Abstrakte Definition des Raumes, Nationalgalerie, Berlin, Nyugat-Németország
1978      McCrory Corporation Collection New York, Luisiana Museum, Humlebaeck, Nyugat-Németország
1980      art 11 Kunstmesse Basel, Svájc
1980      Konstruktion, Struktur, Konstellation, Galerie Teufel, Köln, Nyugat-Németország
1980      1900 Talets Konstutveckling Belist Genom, Konsthall Malmö, Svédország
1981      Constructivism and the Geometric Tradition, Detroit, USA
1981      Konstruktion in Prozess, Lódz
1982      art 13 Kunstmesse Basel, Svájc
1982      Deutsche Grafik und Zeichnung der Gegenwart, Museum Ludwig, Köln, Nyugat-Németország 1982          Constructivism and the Geometric Tradition, Art Museum, Denver, USA
1983      Constructivism and the Geometric Tradition, San Antonio Museum of Art, Texas, USA
1983      Deutsche Grafik und Zeichnung der Gegenwart, Art Gallery of New South Wales, Sydney, Ausztrália
1983      Constructivism and the Geometric Tradition, New Orleans Museum of Art, New Orleans, USA
1984      Constructivism and the Geometric Tradition, Indianapolis Museum of Art, Indianapolis
1984      Deutsche Grafik und Zeichnung der Gegenwart, Künstlerverein, Oslo, Norvégia
1985      Deutsche Grafik und Zeichnung der Gegenwart, National Art Club, New York
1985      Imaginer, Construire, Musée d’Art Moderne, Paris, Franciaország
1986      Deutsche Grafik und Zeichnung der Gegenwart, Arts Center, Hong Kong
1986      National Museum, Singapur, Shoto Museum, Tokio
1986      Trends in Geometric Abstract Art, The Tel Aviv Museum, Tel Aviv, Izrael
1987      Mathematik in der Kunst der Letzten Dreißig Jahren, Wilhelm-Hack-Museum, Ludwigshafen, Nyugat-Németország
1989      art 20 Kunstmesse Basel, a Galerie Fesel-lel, Basel, Svájc
1992      Grenzenlos, Zeitgenössische Kunst im Exil, Bonn, Németország
1993      Grenzenlos, Zeitgenössische Kunst im Exil, Stuttgart, Németország
1994      Europa-Europa, Das Jahrhundert der Avantgarde in Mittel- und Osteuropa, Kunst- und Ausstellungshalle der BRD, Bonn, Németország
1994      A 80-as évek magyar művészete, Műcsarnok, Budapest
1997      Jenseits von Kunst, Neue Galerie am Landesmuseum Joanneum, Graz, Ausztria
1998      Der unendliche Raum dehnt sich aus, Staatlichen Kunsthalle, Baden-Baden, Németország
1998      Universidad Simon Bolivar Museum, Galeria de Arte Caracas, Venezuela
2001      Ars Vivendi – Ars Moriendi, Kolumba Museum, Köln, Németország
2001      Bezugssysteme, Edition & Galerie Hoffmann, Friedberg, Németország
2003      150 Jahre Diözesanmuseum Cologne! Schenkungen, Kolumba Museum, Köln, Németország
2005      Concrete Art in Europe after 1945 (Max Bill presentation), Kulturspeicher, Würzburg
2007      Ausgerechnet....Mathematik und Konkrete Kunst, Kulturspeicher, Würzburg
2009      Art Cologne az Edition & Galerie Hoffmann-al, Friedberg, Németország
2011      Denken, Kolumba Museum, Köln, Németország
2012      Rasterfahndung - Das Raster in der Kunst nach 1945, Kunstmuseum Stuttgart, Németország
2013      Primary Struktures, Galerie March, Stuttgart, Németország
2013      DRAWING.OK, VILTIN Galéria, Budapest
2013      National Gallery of Modern Art, New Delhi – Mumbai – Bangalore, India
2013      ArtMarket Budapest a VILTIN Galériával
2014      ARCOmadrid a VILTIN Galériával
2014      Szabadkéz, MODEM Modern és Kortárs Művészeti Központ, Debrecen
2014      Artissima, Torino a VILTIN Galériával
2015      ARCOmadrid a VILTIN Galériával
2015      START Art Fair, London a VILTIN Galériával
2016      ARCOmadrid a VILTIN Galériával
2016      TEFAF Maastricht a MAYOR Gallery London-nal, Hollandia
2016      Art Basel a MAYOR Gallery London-nal, Svájc
2017      TEFAF Maastricht a MAYOR Gallery London-nal, Hollandia
2017      Art Basel a MAYOR Gallery London-nal, Svájc

## közgyűjtemények
Galerie der Stadt, Stuttgart, Németország
Städtische Kunstsammlungen, Gelsenkirchen, Németország
Städtisches Museum Abteiberg, Mönchengladbach, Németország
Kultusministerium Nordrhein-Westfalen, Düsseldorf, Németország
Rheinisches Landesmuseum, Bonn, Németország
Wilhelm-Hack-Museum, Ludwigshafen a. R., Németország
Museum Ludwig, Köln, Németország
Museum Kunst Palast, Düsseldorf, Németország
Staatsgalerie Stuttgart, Németország
Museum Wiesbaden, Németország
Muzeum Sztuki, Lódz, Lengyelország
Museum für Konkrete Kunst, Ingolstadt, Németország
Art Information Center – University of Arts, Osaka, Németország
Kupferstichkabinett, Berlin Németország
Sprengel Museum, Hannover, Németország
Magyar Nemzeti Galéria, Budapest
Waldshut-Tiengen városa, Németország
The Tel Aviv Museum, Izrael
Louisiana Museum of Modern Art, Humlebaek, USA
Amszterdam városháza, Hollandia
Wipperführt városa, Németország
Szépművészeti Múzeum, Budapest
Stiftung Wilhelm Lehmbruck Museum, Duisburg
Kiscelli Múzeum, Budapest
Kolumba Museum, Kunstmuseum des Erzbistums Köln, Németország
Albertina, Bécs, Ausztria
Janus Pannonius Múzeum, Pécs
Von der Heydt-Museum, Wuppertal, Németország
Mondrianhuis, Amersfort, Németország
Vass Múzeum, Veszprém
Museum im Kulturspeicher, Würzburg, Németország
Allianz AG, Berlin, Németország
Ludwig Múzeum, Budapest
Kunsthalle, Bréma, Németország
Paksi Képtár
Magyar Tudományos Akadémia Könyvtára, Budapest
Kunstmuseum Stuttgart, Németország
Neues Museum - Staatliches Museum für Kunst und Design, Nürnberg, Németország
Museum Haus Konstruktiv, Zürich, Svájc
Strukturált vízfelületek (Kút a Krankenhaus Schorndorf kertjében) |
Schorndorf, Baden Württemberg, Németország

## Díjak, elismerések (válogatás)
Munkácsy Mihály-díj (2004)
Amszterdam városának pályázatáti díja (1987)
Észak-Rajna-Westfalia tartomány építészeti hivatalának pályázati díja, Köln (1985)
Kunstfonds művészeti díj, Bonn (1984)
Német Ipari Szövetség festészeti díja, Köln (1977)
Festészeti díj, Köln (1975)

## Kötetei
Az átalakuló plasztikuság…
Művészet és matematika…
Alapelvek és következtetések… 1967-2005, Magyar Képzőművészeti Egyetem kiadásában, 2005